# Amnezja dysocjacyjna
Amnezja dysocjacyjna (amnezja psychogenna) – niemożność przypomnienia sobie czegoś, najczęściej utrata pamięci ważnych wydarzeń życiowych, częściej występuje u mężczyzn. Częściej odnotowuje się je również w okresie wojny czy różnego rodzaju klęsk żywiołowych.
Jest to zaburzenie dysocjacyjne oznaczające stan, w którym nagły zanik pamięci spowodowany jest silnym urazem psychicznym. Możemy mówić o amnezji całkowitej (zgeneralizowanej) - wówczas następuje utrata pamięci co do własnej tożsamości, jak i również o amnezji częściowej (występkowej) - wówczas niepamięci podlegają zdarzenia związane z jakimś tematem. W czasie amnezji całkowitej zdarzają się nagłe odejścia z domu - zjawisko to nosi nazwę fugi.
Amnezja psychogenna często ustępuje nagle.
Wyróżnia się amnezję dysocjacyjną:
- zlokalizowaną (osoba nie pamięta niczego z danego okresu, zwykle pierwszych kilku godzin po traumatycznym wydarzeniu)
- selektywną (osoba zapomina tylko pewne wybrane wydarzenia z danego okresu)
- całościową (osoba zapomina historię swojego życia)
- ciągłą (osoba nie pamięta niczego poza określonym momentem z przeszłości)[2].